# Триніті (випробовування)
Триніті (англ. Trinity) — перше у світі випробовування атомної зброї, здійснене 16 липня 1945 року в штаті Нью-Мексико, США. Випробування було частиною «Мангеттенського проєкту». Випробовувалася плутонієва бомба імплозивного типу. Вибух був еквівалентний 21 кілотонні тротилу. Цей вибух — початок ядерної епохи.
Бомба «Товстун», скинута 9 серпня 1945 року на Нагасакі, була того ж типу.

## Історія

Детонація «Триніті» орієнтовною потужністю 25 кілотонн у тротиловому еквіваленті та створення грибоподібної хмари.

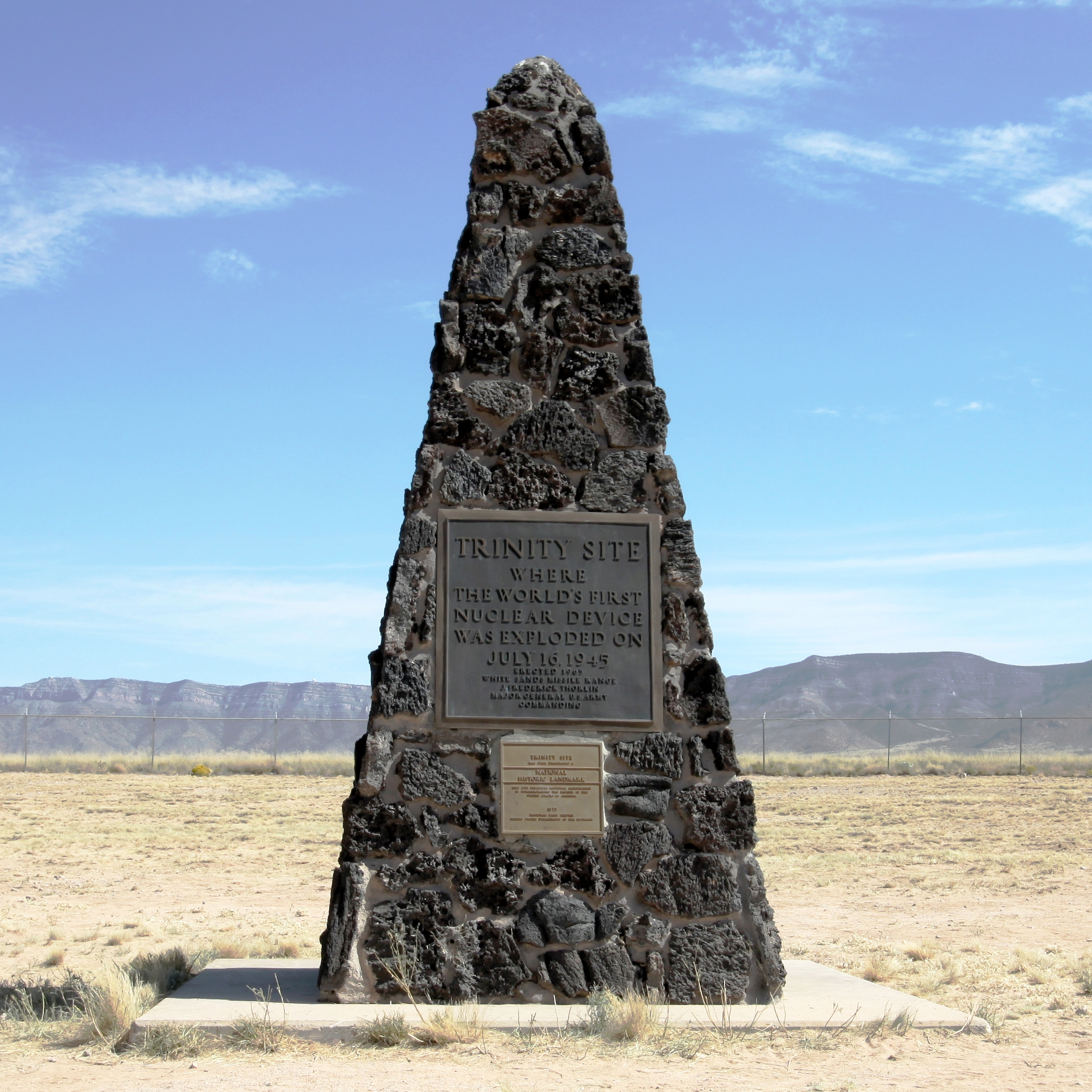
Монумент на місці вибуху бомби

Ідея створення ядерної зброї виникла на заході в кінці 1930-х років відразу з двох міркувань. З одного боку, стрімкий розвиток фізики в XX столітті, а конкретно — досягнення атомної фізики, підвело вчених до ідеї поділу ядра. З іншого боку — в Європі спостерігався підйом агресивних, фашистських поглядів. Уряди США, Канади, Великої Британії шукали нові, набагато потужніші види озброєння, і можливості атомної енергії подавали великі надії. Довга і дорога програма, відома як Мангеттенський проєкт, завершилася в 1945 році випробуванням «Триніті» і двома бойовими вибухами, що поклали початок нової ери.

## Назва проєкту
Походження назви випробування і місця його проведення зазвичай приписується керівнику Мангеттенського проєкту Оппенгеймеру і вважається посиланням на поезію Джона Донна.

## Прогнози
Пророцтва про силу вибуху варіювалися від нульової потужності в разі повного провалу випробувань до 18 кілотонн в тротиловому еквіваленті (цей прогноз фізика Ісидора Рабі підтвердився), аж до знищення штату Нью-Мексико і всієї планети (вважалося, що ядерний вибух може запалити реакцію безконтрольного вигоряння атмосферного кисню). В останнє майже ніхто не вірив, але таке припущення змусило вчених похвилюватися.